# Дарб-е Джука
Дарб-е Джука (перс. درب جوقا) — село в Ірані, у дегестані Гастіджан, у Центральному бахші, шахрестані Деліджан остану Марказі. За даними перепису 2006 року, його населення становило 139 осіб, що проживали у складі 43 сімей.

## Клімат
Середня річна температура становить 11,03 °C, середня максимальна – 29,40 °C, а середня мінімальна – -9,50 °C. Середня річна кількість опадів – 172 мм.
| Клімат поселення                              | Клімат поселення | Клімат поселення | Клімат поселення | Клімат поселення | Клімат поселення | Клімат поселення | Клімат поселення | Клімат поселення | Клімат поселення | Клімат поселення | Клімат поселення | Клімат поселення | Клімат поселення |
| Показник                                      | Січ.             | Лют.             | Бер.             | Квіт.            | Трав.            | Черв.            | Лип.             | Серп.            | Вер.             | Жовт.            | Лист.            | Груд.            |                  |
| Середній максимум, °C                         | 7,01             | 8,03             | 11,68            | 17,63            | 22,44            | 28,20            | 29,40            | 28,82            | 25,02            | 18,80            | 12,62            | 7,25             |                  |
| Середня температура, °C                       | −1,25            | −0,23            | 3,41             | 9,36             | 14,17            | 19,94            | 23,57            | 22,99            | 19,19            | 12,98            | 6,79             | 1,42             |                  |
| Середній мінімум, °C                          | −9,5             | −8,49            | −4,85            | 1,10             | 5,91             | 11,67            | 17,75            | 17,15            | 13,36            | 7,13             | 0,96             | −4,4             |                  |
| Норма опадів, мм                              | 27               | 27               | 34               | 24               | 17               | 2                | 2                | 1                | 0                | 6                | 13               | 19               |                  |
| Середньомісячна швидкість вітру, м/с          | 1.50             | 2.08             | 2.51             | 2.54             | 2.36             | 2.30             | 2.08             | 1.92             | 1.85             | 1.86             | 1.42             | 1.16             |                  |
| Середньомісячна сонячна радіація, кДж/м²·день | 9842             | 12915            | 15759            | 19012            | 22746            | 26583            | 25899            | 24522            | 21569            | 16235            | 11739            | 9587             |                  |
| --------------------------------------------- | ---------------- | ---------------- | ---------------- | ---------------- | ---------------- | ---------------- | ---------------- | ---------------- | ---------------- | ---------------- | ---------------- | ---------------- | ---------------- |
| Джерело:                                      |                  |                  |                  |                  |                  |                  |                  |                  |                  |                  |                  |                  |                  |